# بيوند ليميتس
بيوند ليميتس، شركة أمريكية مختصّة بالذكاء الاصطناعي، اشتهرت بفضل تحويل تكنولوجيا الفضاء والدفاع المثبتة من ناسا ووزارة دفاع الولايات المتحدة إلى حلول تقنية مبتكرة لتلبية احتياجات الأسواق الناشئة.

## التاريخ
تأسست شركة بيوند ليميتس عام 2014، ومؤسسها المهندس الأردني أمجد العبداللات، يقع مقرّها في غلينديل في كاليفورنيا. عام 2012، منح معهد كاليفورنيا للتقنية ترخيصاً حصرياً للشركة لتحديث وزيادة وتسويق 40 برنامجاً من برنامج الذكاء الاصطناعي الخاصة بالمعهد، والتي كان قد طوّرها برنامج الفضاء العميق التابع لناسا وشغّلها مختبر الدفع النفاث التابع لمعهد كاليفورنيا للتقنية. من البرامج المرخّصة لبيوند ليميتس محرك الاستدلال الصحي لمركبات الفضاء (SHINE).
في آب (أغسطس) 2017، عيّنت الشركة الدكتور مارك ل. جيمس في منصب المدير التقني. وقد شغل جيمس سابقاُ منصب محقق رئيسي في وحدات المنطق والنمذجة والمحاكاة في مختبر الدفع النفاث وساعد على إنشاء الملكية الفكرية التي رخّصتها بيوند ليميتس من مختبر الدفع النفاث.
في أيلول (سبتمبر) 2017، عيّنت الشركة أخصائي أمراض القلب واختصاصي «رأس مال المخاطرة» الدكتور مانيكاندا أروناتشالام كنائب رئيس أساسي للتطوير والاستثمارات لرئاسة مبادرات الشركة في مجال الرعاية الصحية والرعاية الفضائية.
في تشرين الأول (أكتوبر) 2017، عينت الشركة الدكتور شاهرام فرهادي كرئيس تقنيات البترول والغاز.

## التمويل
رفعت بيوند ليميتس رأسمالها إلى حوالي 5.5 مليون دولار أمريكي من مستثمرين لم يكشف عنهم في سلسلة جولة التمويل A. إضافة لذلك، أعلن في حزيران (يونيو) 2017 عن أن الشركة أمّنت 20 مليون دولار في سلسلة التمويل B من شركة بريتيش بتروليوم للمضاربة، وهي الفرع الاستثماري من شركة بريتيش بتروليوم العالمية المختصة بصناعة الطاقة.

## الخدمات
تستخدم بيوند ليميتس تكنولوجيا الذكاء الاصطناعي المرخّصة من برنامج JPL التابع لناسا، لإنشاء حلول ذكاء اصطناعي برمجية معرفية للصناعات، بما فيها الطاقة والرعاية الصحية والخدمات المالية.